# Мудьюга (приток Онеги)
Му́дьюга — река в Онежском районе Архангельской области России. Правый приток реки Онега. Длина реки — 119 км, площадь водосборного бассейна — 642 км².

## Этимология
Название реки имеет финно-угорское происхождение, так на вепс. и карел. muda — «ил, тина, грязь», а распространённый «речной суффикс» -юга, образован от карел. jogi — «река».

## Описание
Река берёт начало на водоразделе трёх рек — Тамицы, Солзы и Онеги. Истоком реки является озеро Мудьюжское на высоте 168 м. В верхнем течении река течёт на юго-восток, затем на юг—юго-запад, после чего течёт в западном направлении. Впадает в Онегу юго-восточнее деревни Грихново (Нижний Мудьюг). Река порожиста, но раньше использовалась для лесосплава. В районе посёлка Мудьюга реку пересекает мост линии Северной железной дороги «Обозерская — Малошуйка».

## Притоки
- река Пекельница
- река Лилесвера (Лилисвера, Лисвера, Лиссера)
- ручей Лапоручей
- ручей Талк-ручей
- ручей Третий Ручей

## Данные водного реестра
По данным государственного водного реестра России относится к Двинско-Печорскому бассейновому округу, водохозяйственный участок реки — река Онега, речной подбассейн отсутствует. Речной бассейн реки — Онега.
Код объекта в государственном водном реестре — 03010000112103000003810.